# Előd Álmos
Előd Álmos (Budapest, 1983. február 21. –) magyar színész, szinkronszínész, műsorvezető, ceremóniamester.

## Életpályája
Pályafutása hatéves korában kezdődött, a Candy című rajzfilm egyik szinkronszerepével. Színpadon tízéves korában debütált az Operettszínház Muzsika hangja című darabjában. Onnantól számítva aktív napjainkig.
Szabadúszó színész, tagja a CeremóniamesterSzövetségnek.
Két gyermek édesapja. Testvére, Előd Botond korábban szintén színész volt.

## Fontosabb színházi szerepei
- William Shakespeare: Sok hűhó semmiért.... Corrado
- William Shakespeare: Rómeó és Júlia.... Lőrinc, Tybalt
- William Shakespeare: III. Richárd.... Walesi herceg
- Itt és Most Társulat: nevetségEST (improvizációs színész)[3]
- Lionel Bart: Oliver!.... Biztos kezű dörzsölt)
- The Laossoos project, avagy a haldokló gallus
- Valahol Európában.... Ficsúr
- Rogers- Hammerstein: A muzsika hangja.... Kurt
- Kästner: Emil és a detektívek.... Emil
- Grease.... Vince Fontaine
- Madách Imre: Az ember tragédiája
- Sütő András: Egy lócsiszár virágvasárnapja.... Kunz báró
- Karinthy Frigyes: Visszakérem az iskolapénzt.... Wasserkopf
- L. F Baum – Aldobolyi Nagy György: Óz, a nagy varázsló.... Tommy
- Lengyel Balázs: A szebeni fiúk.... Czinege Bódi
- Kocsák Tibor – Miklós Tibor: Utazás.... Billy
- Sánta Ferenc: Az ötödik pecsét.... Pártszolgálatos
- Craig Luca: The laossoos project.... Jeffrey
- Katona József: Bánk bán - junior -.... Simon bán
- Szomory Dezső: Hermelin.... Bruga
- Móricz Zsigmond: Úri muri.... Józsi
- Sütő András: Egy lócsiszár virágvasárnapja.... Kunz
- Vajda Katalin: Anconai szerelmesek.... Lucrezio
- Jack Bradley: H.I.V.... Ryk
- Joseph Kesselring: Arzén és levendula.... Klein
- Nagy Olga – Márkó Eszter: Füttyös kalandjai.... Füttyös
- Janik László – Kazár Pál: Sárkányölő Krisztián
- David Siedler:  A király beszéde.... David, walesi herceg
- Resnick – Parton: 9-től 5-ig.... Joe
- Szophoklész: Oidipusz nyomozás.... Oidipusz
- Katona József – Szabó: Bánk az esküdtszék előtt.... Bánk
- Verebes István – Nemlaha György: Lucifer show
- Sławomir Mrożek: A nyílt tengeren.... A középső hajótörött
- Dennis Martin: A pápanő.... Rabanius, diák
- Hunyady Sándor: Feketeszárnyú cseresznye.... Jankocsi hadnagy; Falusi bíró
- Eduardo De Filippo: Filuména házassága.... Michele
- Móricz Zsigmond – Kocsák Tibor – Miklós Tibor: Légy jó mindhalálig.... Török János
- Hauptmann: Naplemente előtt.... Egmont
- Kollár Béla: Veszek egy éjszakát.... Löppfler
- Rejtő Jenő – Darvas – Hamvai Kornél – Varró Dániel: Vesztegzár a Grand Hotelben.... Félix van Gullen

## Televíziós és filmes szerepei
- A merénylet (2018)
- Jóban Rosszban (2005–2009)…Nemes Dávid
- Családi album (3 epizód, 2000)
- Tűzvonalban (4. évad, 2010)…Helyszínelő
- Hacktion: Újratöltve (2. évad, 2013)…Áron
- Jófiúk (2019)…Helyszínelő
- Mintaapák (2020)…Balázs
- Drága örökösök (2020)…Rendező
- Svenk (2021–2022)…Műsorvezető
- A Király (2023)…Delhusa Gjon

## Szinkronszerepek

### Film
- 101 kiskutya
- Alávaló ápoló (Kalte Füße – Denis, Emilio Sakraya) – (német vígjáték)
- Az ártatlanság eladó (Selling Innocence – Justin Johnson, Mike Lobel) – (amerikai-kanadai filmdráma)
- Amerikai pite 6. – Az egyetemen (American Pie Presents Beta House – Wesley, Jonathan Keltz) – (amerikai-kanadai vígjáték)
- Amikor megállt a Föld (The Day the Earth Stood Still – Wu unokája, Edward Fong) – amerikai sci-fi
- Annabelle legnagyobb kívánsága (Freaky Friday – Luke, Andrew Keegan) – (amerikai vígjáték)
- A sztárkivetett (Love Wrecked – Dan, Lance Bass) – (amerikai vígjáték)
- Bagós banyák (The Smokers – Dan, Ryan Browning) – (dráma)
- Bajos csajok (Mean Girls – Aaron Samuels, Jonathan Bennett) – (vígjáték)
- Barrio – Külvárosi utcák (Barrio – Javi, Timy Benito) – spanyol filmdráma
- A beavatott (Divergent – Will, Ben Lloyd-Hughes) – (amerikai akciófilm)[4]
- Beverly Hills-i zsaru 2. (Beverly Hills Cop II – kocsirendező a Playboy villában, Chris Rock) – (amerikai akcióvígjáték)
- Buliszerviz 2. – Taj előmenetele (Van Wilder 2 – The Rise of Taj – Seamus, Glen Barry) – amerikai vígjáték
- C.R.A.Z.Y. (C.R.A.Z.Y. – Raymond Beaulieu, Pierre-Luc Brillant) – kanadai dráma
- Cloud 9 (Cloud 9 – Nick Swift, Mike C. Manning) – amerikai film
- Csak egy nap az élet (Het leven uit een dag – Vincent, Egbert Jan Weeber) – holland filmdráma
- Csavargó kutya 2. (Shiloh 2 – Shiloh Season – Marty Preston, Zachary Browne) – angol-amerikai családi kalandfilm
- A csodálatos Pókember 2. (The Amazing Spider-Man 2 – Harry Osborn, Dane DeHaan) – (akciófilm)
- Csodálatos Teremtmények (2013 - Beautiful Creatures - Ethan Wate, Alden Ehrenreich) - (amerikai fantasy/romantikus film)
- Dugipénz (Milk Money)
- Édes fiam, Jack (My Boy Jack – Bowe gárdista, Martin McCann) – (életrajzi dráma)
- Egy különc srác feljegyzései (The Perks of Being a Wallflower – Patrick, Ezra Miller) – (amerikai romantikus dráma)
- Eleven testek (Warm Bodies – Perry, Dave Franco) – (amerikai horror-vígjáték)
- Elhurcolva (Abduction – Gilly, Denzel Whitaker) – (amerikai film)
- Ellopott évek (Just Ask My Children – Brian Kniffen, Gregory Smith) – (amerikai filmdráma)
- Elveszett gyerekek városa – francia fantasy
- Az elveszett jövő (The Lost Future – Kaleb, Sam Claflin) – (német-amerikai kalandfilm)
- Erőnek erejével (The Last Stand – Mitchell ügynök, John Patrick Amedori) – (amerikai akciófilm)[5]
- Faculty – Az invázium (The Faculty – Stan Rosado, Shawn Hatosy második szinkronhang) – (amerikai sci-fi)
- Fekete-fehér, igen-nem(Glassroots – Phill Campbell, Jason Biggs) – (filmvígjáték)
- Freddy vs. Jason (Freddy vs. Jason – Bill Freeburg, Kyle Labine) – amerikai-olasz horror
- Fúrófej Taylor (Drillbit Taylor – Ronnie, Josh Peck) – amerikai vígjáték
- Hajrá, csajok! (Bring It On – Les, Huntley Ritter) – (amerikai vígjáték)
- Halálbiztos vizsga (The Perfect Score – Roy, Leonardo Nam) – amerikai-német vígjáték
- Három pacák és az idegenek (Beer Money – Tim Maroon) – amerikai vígjáték
- Harry Potter és a Félvér Herceg (Harry Potter and the Half-Blood Prince – Cormac McLaggen, Freddie Stroma)
- Harry Potter és a Titkok Kamrája (Harry Potter And The Chamber Of Secrets – Marcus Flint, Jamie Yeates)
- Híd a Kwai folyón (The Bridge on the River Kwai – Joyce hadnagy, Geoffrey Horne) – (amerikai háborús film)
- A hobbit – Váratlan utazás (The Hobbit: An Unexpected Journey – Lindír (Bret McKenzie) – (fantasy-kalandfilm)
- Irány Nyugat! (Go West – Kenan, Mario Drmać) – boszniai film
- Játszma vagy szerelem (Win, Lose or Love – Alex Kramer, Corey Sevier) – amerikai tévéfilm
- Jumanji (Jumanji – Peter Shepherd, Bradley Pierce) – kalandfilm
- A Kaptár – Túlvilág (Resident Evil: Afterlife – Kim Yong, Norman Yeung) – amerikai horror[6]
- Karácsonyi cserebere 3. – Szerelmes csillagok (The Princess Switch 3 – Romancing the Star – Peter Maxwell, Remy Hii) – amerikai romantikus-vígjáték
- Kitörés – (családi film)
- A koboldok varázslatos legendája (The Magical Legend of the Leprechauns – Barney O’Grady, Kieran Culkin) – (romantikus film)
- Könnyen jött pénz (Big Shot: Confession of a Campus Bookie) – amerikai filmdráma
- Könnyű nőcske (Easy A – Evan, Jameson Moss) – (amerikai vígjáték)[7]
- Kötelék nélkül (Cutaway – Cord, Phillip Glasser) – (amerikai akciófilm)
- Lenyűgöző teremtmények (Beautiful Creatures – Ethan Wate, Alden Ehrenreich) – (amerikai fantáziafilm)
- LOL (LOL – Mr. Ross, Austin Nichols) – (amerikai vígjáték)[8]
- Makoi hableányok (Mako Mermaids – Erik, Alex Cubis)
- Már megint egy dilis amcsi film (Not Another Teen Movie – Ox , Sam Huntington) – (vígjáték)
- Mindenütt jó (Anywhere But Here – Peter, Corbin Allred) – (dráma)
- Miss Marple : Végtelen éjszaka (Marple : Endless Night – Robbie Hayman, Aneurin Barnard) – (angol krimi)
- A modern Robinson család (The New Swiss Family Robinson – Shane Robinson, John Mallory Asher) – (kalandfilm)
- Mr. és Mrs. Smith (Mr. and Mrs. Smith – Benjamin Danz, Adam Brody) – (amerikai akció-vígjáték)
- Nem kellesz eléggé (He’s Just Not That Into You – Joshua, Leonardo Nam) – (amerikai vígjáték)
- Nicholas Nickleby (Smike) – amerikai-angol-német-holland filmdráma
- Nyílt kártyákkal (Get Real – Mark, Patrick Nielsen) – (angol dráma)
- A nyolcas kód (Code 8 – Travis, Jai Jai Jones) – (kanadai sci-fi)
- Az otthagyottak (Left Behind – Buck Williams, Chad Michael Murray) – (amerikai fantáziafilm)
- Őfelsége kapitánya – Zendülés (Hornblower : Mutiny – Wellard tengerészkadét, Terence Corrigan) – (angol kalandfilm)
- Őfelsége kapitánya – A megtorlás (Hornblower : Retribution – Wellard tengerészkadét, Terence Corrigan) – (angol kalandfilm)
- Az Őrzők legendája (film, 2010) (Legend of the Guardians – The Owls of Ga'Hoole – Soren, Jim Sturgess)
- A pálmák árnyéka (Hidden Palms – Cliff Wiatt) – (sorozat)
- Rablóhal (Rumble Fish – Steve, Vincent Spano) – (amerikai film)
- Rin Tin Tin (film)
- A rítus (The Rite – Eddie, Chris Marquette) – (amerikai thriller)
- Schindler listája (Schindler’s List)
- Pokoli lecke (Sleepers – a fiatal John Reilly, Geoffrey Wigdor) – (amerikai dráma)
- Szép remények (Great Expectations – Pip, Jeremy Irvine) – angol–amerikai film
- Szerelmünk napjai (Time Freak – Ryan, Will Peltz) – (amerikai romantikus dráma)
- Szexi party (After School Special – Fred, Tony Denman) – (német-amerikai vígjáték)
- Szuper felső tagozat (Sky High – Békeharcos, Steven Strait) – (amerikai családi vígjáték)
- Tegnap és ma (Now And Then) – amerikai romantikus vígjáték
- Tengerparti tini mozi 2. (Teen Beach 2 – Spencer, Ross Butler) – amerikai zenefilm
- Tinikadét (Cadet Kelly – Brad, Shawn Ashmore) – (amerikai–kanadai filmvígjáték)
- Titkos ügynökök klubja (The Secret Agent Club) – (amerikai akció-vígjáték)
- Tolvajok társasága (The Misfits – Hani Abu Aszad, Feez) – (amerikai akcióthriller)
- Tom és Huck (Tom And Huck) – amerikai családi film
- Tyler Rake – A kimenekítés (Extraction – Yaz Khan, Adam Bessa) – (amerikai akció-thriller)
- Tyler Rake – A kimenekítés 2. (Extraction II – Yaz Khan, Adam Bessa) – (amerikai akció-thriller)
- Az utolsó léghajlító (The Last Airbender – Sokka, Jackson Rathbone) – (amerikai fantasy)
- Vak-randi (Blind Dating – Danny, Chris Pine) – (romantikus vígjáték)
- Vakvágta a jövőbe (The Long Shot: Believe In Courage) – (amerikai filmdráma)
- Váltságdíj (Ransom)
- Végső állomás 3. (Final Destination 3 – Ian McKinley, Kris Lemche) – (amerikai-német horror)
- Veronica Mars (Veronica Mars – Luke Haldeman, Sam Huntington) – (amerikai krimi)
- Villámtolvaj – Percy Jackson és az olimposziak (Percy Jackson & the Olympians: The Lightning Thief – Luke, Jake Abel)
- Zöld darázs (The Green Hornet – Kato, Jay Chou) – (amerikai akció-kalandfilm)

### Sorozatok
- 24 – Nyolcadik évad (24 – Marcos Al-Zacar, Rami Malek) – (amerikai akciófilm-sorozat)
- Agymenők (The Big Bang Theory – Wil Wheaton, Wil Wheaton) – (amerikai vígjáték sorozat; 12. évad)
- Az akolitus (The Acolyte – Qimir, Manny Jacinto) – (amerikai kalandfilmsorozat)
- Alpesi őrjárat (Un passo dal cielo – Giorgio Gualtieri, Gabriele Rossi) – (olasz sorozat)
- Angyali érintés : Az éjszaka gyermekei (Touched by an Angel : Jones vs. God – Rafael, Alexis Cruz) – (amerikai tévéfilmsorozat)
- Angyali érintés : Végső visszaszámlálás (Touched by an Angel : Minute by Minute – Bred, ?) – (amerikai tévéfilmsorozat)
- Apa csak egy van (Last Man Standing – Kyle Anderson, Christoph Sanders) – (amerikai vígjátéksorozat)
- Being Human – Emberbőrben (Being Human – Josh, Sam Huntington) – (amerikai sorozat)
- Benne vagyok a bandában (I’m in the Band – Trip Cambell, Logan Miller) – (amerikai vígjáték sorozat)
- Big Time Rush (Big Time Rush – Carlos Garcia, Carlos PenaVega) – (amerikai vígjátéksorozat)
- Bostoni halottkémek : Szeret, nem szeret (Crossing Jordan : Loves Me Not – Keith Kirkwood, Jeffrey Muller) – (krimisorozat)
- Botrány (Scandal – Gideon Wallace, Brendan Hines) – (amerikai sorozat)
- Buffy, a vámpírok réme (Buffy The Vampire Slayer – Oz, Seth Green) – (sorozat)
- Caprica (Caprica – Heracles, Richard Harmon) – (amerikai sci-fi sorozat)
- Carrie naplója (The Carrie Diaries – George Silver, Richard Kohnke) – (amerikai sorozat)
- A célszemély (Person of Interest – Peter Collier, Leslie Odom Jr.) – (amerikai sorozat)
- Clarissa (sorozat)
- Cowboy Bebop-Csillagközi fejvadászok (Cowboy Bebop – Spike Spiegel, John Cho) – (amerikai televíziós sorozat)
- CSI – A helyszínelők (CSI – Crime Scene Investigation : Helpless – Zach Fisk, Gabriel Sunday) – sorozat
- CSI – A helyszínelők (CSI – Crime Scene Investigation : The Panty Sniffer – Bellermine Quisk, Matt Barr) – sorozat
- CSI – Miami helyszínelők : Rablótámadás (CSI – Miami : Invasion – Jason Henderson, Douglas Smith) – sorozat
- CSI: New York-i helyszínelők (CSI – NY : Bad Beat – Leonard Curson, Troy Blendell) – (krimisorozat)
- CSI: New York-i helyszínelők (CSI – NY : Hide Sight – Tom Reynolds, Mark L. Young) – (krimisorozat)
- CSI: New York-i helyszínelők (CSI – NY : Crushed – Jake Bennett, Blaise Godbe Lipman) – (krimisorozat)
- Doktor Murphy : Új utakon (The Good Doctor : Empathy – George Reynolds, Tyler Ritter) – (amerikai drámasorozat)
- Downton Abbey (Downton Abbey – Tom Branson, Allen Leech) – (angol drámasorozat)
- Döglött akták : Bizarr ügy (Cold Case : Daniela – Chris 1979, Nicholas D’Agosto) – amerikai krimisorozat
- Döglött akták : Bölcsőhalál (Cold Case : Daniela – Devon, Mark Famiglietti) – amerikai krimisorozat
- Döglött akták : Végzetes kiruccanás (Cold Case : Hitchhiker – a 17 éves Matt Mills, Chris Beckwith) – amerikai krimisorozat
- Döglött akták : Néma szenvedés (Cold Case : Justice – Mike Delaney, Justin Hartley) – amerikai krimisorozat
- Dr. Csont : Lottózni veszélyes (Bones : The Male in the Mail – Tony Dunson, Jesse Head) – amerikai krimisorozat
- Dr. Csont : Hullajó film (Bones : The Suit on the Set – Dr. Don Yagher / Barry Scott, John Ducey) – amerikai krimisorozat
- Egyről a kettőre (Step by Step – Mark Foster) – (sorozat)
- Elit gimi (I liceali – Claudio Rizzo, Federico Costantini) – olasz sorozat
- Emberi tényező : Az arctolvaj (Almost Human : Beholder – Jonathon Geddes, Brad Harder) – (amerikai sci-fi sorozat)
- Erdei iskola (Higher Ground – Ezra Friedkin) – (amerikai-kanadai ifjúsági filmsorozat)
- Esküdt ellenségek – Bűnös szándék : A kukkoló (Law & Order – Criminal Intent : Watch – Duane Winslow, Brad Renfro) – (amerikai krimisorozat)
- Esküdt ellenségek – Különleges ügyosztály (Law & Order – Special Victims Unit – Dale Stuckey helyszínelő technikus, Noel Fisher) – (amerikai krimisorozat)
- Esküdt ellenségek – Los Angeles : Westwood (Law & Order – Los Angeles : Westwood – Eric Kentner, Taylor Handley) – (sorozat)
- Fallen – Letaszítva (Fallen – Peter Lockhart, Jesse Hutch) – (amerikai misztikus sorozat)
- A férjem védelmében (The Good Wife – Jordan Karahalios, T.R. Knight) – (sorozat, 7 epizódban)
- A férjem védelmében (The Good Wife – Carey Zepps, Ben Rappaport) – (sorozat)
- A férjem védelmében : Összeütközés (The Good Wife : Crash – Brian Conley, Chris Hoch) – (sorozat)
- A férjem védelmében : Élőben Damaszkuszból (The Good Wife : Live from Damascus – Jimmy Fellner, Jonathan Groff) – (sorozat)
- A fiúk a klubból (Queer As Folk – Justin Taylor, Randy Harrison) – (sorozat)
- A főnök : Szélmalomharc (The Closer : Power of Attorney – Chris Dunlap, James Jordan) – (amerikai krimisorozat)
- Galidor (sorozat)
- George Gently – Igazság vagy gazság (Inspector George Gently – John Bacchus, Lee Ingleby) – (angol krimisorozat)
- Glee – Sztárok leszünk! (Glee – Finn Hudson, Cory Monteith) – (vígjátéksorozat)
- Grimm : Haláltánc (Grimm : Danse Macabre – Carter Brimley, Will Cuddy) – (amerikai fantasy sorozat)
- Gyilkos elmék : Busszal a pokolba (Criminal Minds : The Wheels on the Bus... – Matt Moore, David Gallagher) – (amerikai krimisorozat)
- Gyilkos számok : Hollywoodi gyilkosság (Numb3rs : Hollywood Homicide – Pete Sears, Kevin Wheatley) – (amerikai krimisorozat)
- H2O: Egy vízcsepp elég (H2O: Just Add Water – Zane Bennett) – (ausztrál sorozat)
- Hajsza országokon át (Erik) (sorozat)
- Haven : Ember a tűzben (Haven : The Hand You’re Dealt – Brian, Hans Pettersen)
- Hazudj, ha tudsz! : Családi ügy (Lie to Me : Truth or Consequences – Cabe McNeil, Chadwick Boseman) – (amerikai krimisorozat)
- Hazudj, ha tudsz! : Titkos Télapó (Lie to Me : Secret Santa – Mo) – (amerikai krimisorozat)
- Hazudj, ha tudsz! : Az ördög maga (Lie to Me : Beat the Devil – Martin Walker, Jason Dohring) – (amerikai krimisorozat)
- Hazug csajok társasága (Pretty Little Liars – Ezra Fitz, Ian Harding) – (amerikai drámasorozat)
- A hegyi doktor : Farkas a bárányok között (Der Bergdoktor : Der Hecht im Karpfenteich – Michl, Andreas Egginger) – (német sorozat)
- Hetedik mennyország (7th Heaven) – (sorozat)
- Hogyan ússzunk meg egy gyilkosságot? : Mosolyogj vagy húzz a börtönbe! (How to Get Away with Murder : Smile, or Go to Jail – Aiden Walker, Elliot Knight) – (sorozat)
- Hősök (Heroes – Scott, Chad Faust) – (sorozat)
- Humans (Humans – Leo, Colin Morgan) – (sorozat)
- Az igazság harcosai (In Justice – Kevin, Hunter Parrish) – (krimisorozat)
- Internátus (El internado – Fernando Ugarte Roldán, Adam Quintero) – (misztikus sorozat)
- Jó kis bagázs (C com-ç@ – Julien, Damien Mongin) – (sorozat)
- Kékpróba (Rookie Blue – Chris Diaz, Travis Milne) – (kanadai sorozat)
- Kémek küldetése (X Company – Tom Cummings, Dustin Milligan) – (kanadai sorozat)
- Kés/Alatt : Derek, Alex és Gary (Nip/Tuck : Derek, Alex, and Gary – Kevin Miller, Kyle Howard) – (amerikai drámasorozat)
- Ki vagy, doki? : A Doktor lánya (Doctor Who : The Doctor’s Daughter – Cline, Joseph Dempsie) – (angol sci-fi)
- Királyság! (The Royals – Nick Roane, Tom Ainsley) – (amerikai sorozat)
- Kívülállók (Misfits – Curtis Donovan, Nathan Stewart-Jarrett) – (angol vígjátéksorozat)
- A Korona (The Crown – Jeremy Fry, Ed Cooper Clarke) – (angol történelmi drámasorozat)
- Legacies – A sötétség öröksége (Legacies – Matt Donovan, Zach Roerig)-(amerikai fantasztikus sorozat)
- Makoi hableányok (Mako: Island of Secrets – Erik, Alex Cubis) – (sorozat)
- McLeod lányai (McLeod’s Daughters – Craig Woodland, Luke Ford) – (sorozat)
- Medicopter 117 – Légimentők: Az alagút fogságában (Medicopter 117 – Jedes Leben zählt, sofőr) – (német akciófilm-sorozat)
- A mentalista : A rubin titka (The Mentalist : A Price Above Rubies – George Doverton, David Monahan) – (amerikai krimisorozat)
- A mentalista : Vörös szőnyeg (The Mentalist : Red Carpet Treatment – Sean Meyers, Gil McKinney) – (amerikai krimisorozat)
- Merlin kalandjai (Merlin – Artúr, Bradley James) – (sorozat)
- Miami trauma : Elfújta a szél (Miami Medical : What Lies Beneath – Zan, David Alpay) – amerikai sorozat
- Mindig nyár (Summerland – Cameron Bale, Zac Efron) – (sorozat)
- A múlt fogságában (Avenida Brasil – Jorginho Araújo, Cauã Reymond) – (brazil sorozat)
- Narancsvidék (Orange County – Seth Cohen, Adam Brody) (sorozat)
- NCIS : Színjáték (NCIS : Masquerade – Alfonso Vega, Jeremy Ray Valdez) – (krimisorozat)
- NCIS : Hamis tanú (NCIS : False Witness – Jerry Neisler tengerészaltiszt, Ben Tolpin) – (krimisorozat)
- NCIS – Los Angeles : Szándékos véletlen (NCIS – Los Angeles : Random on Purpose – Tom Smith, Kris Lemche) – (amerikai krimisorozat)
- Nikita (Nikita – Sean Pierce, Dillon Casey) – (akciófilm-sorozat)
- Nulladik nap (Zero Day – Roger Carlson, Jesse Plemons) – (amerikai drámasorozat)
- Nyomtalanul : A gyanúsított (Without a Trace : Suspect – Patrick McCullough, Blake Bashoff) – (amerikai krimisorozat)
- Oxfordi gyilkosságok : Bevezető rész (Endeavour : Pilot – Ian McLeash rendőr nyomozó, Jack Ashton) – (angol drámasorozat)
- Oxfordi gyilkosságok : A lány (Endeavour : Girl – Derek Clark, Luke Allen-Gale) – (angol drámasorozat)
- Oxfordi gyilkosságok : Szüret (Endeavour : Harvest – Dr. Jon Levin, Alex Wyndham) – (angol drámasorozat)
- Otthonunk (Home and Away – Kim Hyde) (sorozat)
- Painkiller Jane (Painkiller Jane – Phil, Dominic Zamprogna) – (sci-fi sorozat)
- A pálmák árnyéka (Hidden Palms – Cliff Wiatt, Michael Cassidy) – (amerikai sorozat)
- ReGenesis (ReGenesis – Owen) – (sci-fi sorozat)
- Riley a nagyvilágban : Riley és Maya mamája (Girl Meets World : Girl Meets Maya's Mother – Stuart Minkus, Lee Norris) – (amerikai sorozat)
- Róma (Rome – Gaius Maecenas, Alex Wyndham) – (amerikai kalandfilmsorozat)
- Sarah Jane kalandjai (The Sarah Jane Adventures – Clyde Langer, Daniel Anthony) – (angol sci-fi sorozat)
- Scream Queens – Gyilkos történet (Scream Queens – Doger, Austin Rhodes) – (amerikai vígjátéksorozat)
- A Silla királyság ékköve (SeonDuk Yeowang (박의) – Park-ooi (Bakui), Jang Hee Woong (Dzsang Hivung) (장희웅)) – (dél-koreai drámasorozat)
- Simlis spinék (Faking It – Theo, Keith Powers) – (amerikai vígjátéksorozat)
- Skorpió – Agymenők akcióban : Veszélyes üzlet (Scorpion : Risky Business – Peyton ’PT’ Temple, Scott Mescudi) – (amerikai sorozat)
- Smallville (sorozat)
- Soy Luna (Soy Luna – Arcade, Santiago Stieben) – (argentin telenovella)
- Szellemekkel suttogó : A holtak elindulnak (Ghost Whisperer : The Walk-in – Jason Bennett, Dan Byrd) – (misztikus sorozat)
- Szellemekkel suttogó : Vészhívás (Ghost Whisperer : Life on the Line – Devin Bancroft, Ryan Kelley) – (misztikus sorozat)
- Szellemekkel suttogó (Ghost Whisperer – Ned Banks, Christoph Sanders) – (misztikus sorozat)
- Táncakadémia (Dance Academy – Ollie, Keiynan Lonsdale) – (ausztrál sorozat)
- Taxi : Terrorveszély (Taxi : Deadline Brooklyn – Remy, Max Van Bel) – (francia akcióvígjáték-sorozat)
- Terminátor – Sarah Connor krónikái : Vissza a múltba (Terminator – The Sarah Connor Chronicles : Self Made Man – Eric, Billy Lush) – (amerikai akciófilm-sorozat)
- Titkok otthona – (The Gates – Brett Crezski, Colton Haynes)
- The Originals – A sötétség kora (The Originals – Matt Donovan, Zach Roerig) – (amerikai fantasztikus sorozat)
- The Pacific – A hős alakulat : 2. rész (The Pacific : Basilone – Cecil Evans közlegény, Ian Meadows) – (amerikai sorozat)
- Tudorok – (The Tudors – Francis Dereham, Allen Leech) – (brit-amerikai dráma)
- Túloldal : És akkor kopogtak – (Beyond : Knock, Knock – Jay, Jake Croker) – (amerikai misztikus sorozat)
- Valós halál (Altered Carbon – Joshua Kemp, Matt Ellis) – (amerikai sci-fi sorozat)
- Vámpírnaplók (The Vampire Diaries – Matt Donovan, Zach Roerig) – (amerikai fantasztikus sorozat)
- Végjáték : Éljen az ifjú… sztrájk! – Vijay (Zahf Paroo)
- Végtelen határok (The Outer Limits) (sorozat)
- Veronica Mars (Veronica Mars – Josh Barry, Jonathan Chase) – (sorozat)
- Veszélyes szerelem (Watch Over Me – Ryan Rivera, Omar Avila) – (amerikai sorozat)
- Vészhelyzet : Óh, testvér (Er : Oh, Brother – Derek Taylor, Chadwick Boseman) – (amerikai sorozat)
- Vészhelyzet : Az utolsó percig (Er : Shifting Equilibrium – Jay, Diego Klattenhoff) – (amerikai sorozat)
- Vészhelyzet – Los Angeles (Code Black : The Fifth Stage – stoppos fiú, Ezekiel Bridges) – (amerikai sorozat)
- Vikingek (Vikings – Magnus, Dean Ridge) – (ír–kanadai televíziós filmsorozat)
- A visszatérők (The 100 – Atom, Rhys Ward) – (amerikai sci-fi sorozat)
- X-akták : Gyökerek – (The X Files : Schizogeny – Bobby Rich, Chad Lindberg) – (amerikai sci-fi sorozat)
- Zsaruvér – (Blue Bloods : To Tell the Truth – Mark Taylor, Corey Parker Robinson) – (amerikai sorozat)

### Anime/rajzfilmszerepek
- A kis herceg-Kis herceg
- Angelo Rulez – Sherwood
- Avatár: Korra – Iroh tábornok
- Áron és a csodák könyve- Áron
- Barbie: Videójáték kaland – Cuki
- Bakugan: Új Vestroia – Ace Grit – Takumi Jaszuaki
- Balu kapitány kalandjai
- Beyblade: Metal Fusion
- Bleach – Hicugaja Tósiró – Paku Romi
- Candy Candy
- Conan, a detektív – Hattori Heidzsi (49-50. epizód)
- Égenjárók – Tokino Naofumi
- Fullmetal Alchemist – A bölcsek kövének nyomában – Mason – Szonobe Keiicsi/Szakagucsi Súhei
- Fullmetal Alchemist: Testvériség – Ling Yao – Mijano Mamoru
- Hé, Arnold! – Jenci Horowitz, Thaddeus "Fürtös" Gammelthorpe
- InuYasha – Kóga
- A daliás Ivandoe herceg kalandjai (The Heroic Quest Of The Valiant Prince Ivandoe) – Ivandoe
- Kölykök a 402-es tanteremből – Freddy
- Lovely Complex – Maitake Kuniumi (Maity) – Szuvabe Dzsunicsi
- Louie élete
- MegaMan NT Warrior – Suhanc
- Mucha Lucha – Bolha
- Az Őrzők legendája (Legend of the Guardians: The Owls of Ga’Hoole – Soren, Jim Sturgess)
- Rocket Power – Maurice "Csavar" Rodriguez
- Rómeó és Júlia – Benvolio – Tacsibana Sinnoszuke
- Slayers: Revolution – Fran
- Tini titánok, harcra fel! – Speedy (1. évad), Robin (2. évadtól)
- Transformers Robots in Disguise – Jazz
- Tűzoltó mesék – Locsi
- Vampire Knight Guilty – Kuran Haruka (8-9. epizód) – Nodzsima Hirofumi)
- Supa Strikas – Fociláz – Tigris (M2-es szinkron)
- Star Wars: Lázadók – Valen Rudor Báró (4. rövidfilm) – Greg Ellis)